# 자위권
자위권(自衛權, 영어: self-defence in international law)은 외국으로부터의 불법적 침해에 대해서, 자기 나라 또는 자기 나라의 국민을 위하여 혹은 관련된 인접 국가를 위해 국제법상 인정되는 국가간 실력을 행사할 수 있는 권리이다.
"국제법의 아버지"인 17세기 네덜란드 휴고 그로티우스는 1625년 전쟁과 평화의 법을 저술, "대부분의 사람들은 방어, 자국 소유물의 탈환, 처벌 등 세가지의 경우에 전쟁권(jus ad bellum)을 인정한다."고 주장했다
제1차 세계대전 이후 부당한 국가침해에 대한 방위를 목적으로 하는 전쟁의 합법성을 유보하기 위하여 특별히 일반화되었으며, 1928년의 켈로그-브리앙 조약에서도 합법적인 권리로 인정되었고, 유엔헌장에서도 허용되고 있다.

## 집단적 자위권
외국으로부터의 불법적 침해를 사전에 예방한다는 이유로 관련된 인접 국가의 분쟁에 개입하여 국가간 실력을 행사할 수 있는 권리이다.

## 사례

### 캐롤라인 호 사건(중재판결)
1837년 캐나다에 반란이 일어나자 영국군이 출동하였다. 영국군은 캐나다 반군이 미국 선박인 캐롤라인 호를 이용하여 무기를 운송하고 있는 걸 알아내고 캐롤라인 호를 방화, 격침하였다. 이로 인해, 약간의 미국인 사상자가 생겼는데, 이를 영국은 자위권의 발동이라고 주장하였다. 해당 사건에서는 자위권(right of self-defense)의 발동 요건이 충족되었는가가 쟁점이 되었는데, 이에 대해 당시 미국 국무장관인 대니얼 웹스터는 “자위권은 급박하고 압도적이며 다른 대체수단이 없고 숙고할 겨를이 없을 때에 한한다”라고 하여 자위권에 관한 국제법적 원칙을 확립하였다.

### 테러범 사살
미국 정부는 해외에서 활동중인 '미국의 적'을 지정해 CIA, 미군 등을 비밀리에 해외파병해 사살한다. 미국 헌법상 자위권에 의한 통치행위이다. 미국 법무부는 헌법상 자위권에 근거해, 체포할 수 없는 해외의 미국 시민권자도, 미국의 적일 경우에는, 정식재판 없이 대통령의 판결로 사살할 수 있다고 본다. 킬 리스트 참조.
반면에 영국 정부는 미국과 같은 조치를 인정하지 않고, 모두 체포해 정식재판을 해야 한다고 주장해왔다. 그러나 2015년 9월 7일 데이비드 캐머런 총리는 의회 연설에서, ISIS의 수도인 시리아 락까에서 이동 중인 레야드 칸(21)과 루훌 아민(26)을 겨냥해 영국 공군 드론이 정밀 공습을 했다고 밝혔다. 둘 다 ISIS에 가담한 영국 국적자였다. 영국 의회는 이라크에서만 ISIS에 대한 공습을 허가했다. 데이비드 캐머런 총리는 NSC에서 법무장관이 자위권에 의해 정당하다고 권고했다고 밝혔다.

## 같이 보기
- 개별적 자위권(right of individual self-defense)
- 집단적 자위권(right of collective self-defense)
  - 일본의 집단적 자위권
- 정의로운 전쟁론
- 침략전쟁
- 전쟁권
- 국제 연합 안전보장이사회 결의 제1368호